# Haig (Colombie-Britannique)
Pour les articles homonymes, voir Haig.
Haig est un établissement humain situé dans la province de la Colombie-Britannique, dans le sud-ouest.